# Гёссиц
Гёссиц (нем. Gössitz) — община в Германии, в земле Тюрингия. 
Входит в состав района Заале-Орла. Подчиняется управлению Ранис-Цигенрюк.  Население составляет 334 человека (на 31 декабря 2010 года). Занимает площадь 12,86 км².